# Václav Vochoska
Václav Vochoska (České Budějovice, 1955. július 26. –) olimpiai bronzérmes cseh evezős.

## Pályafutása
Az 1976-os montréali olimpián négypárevezősben bronzérmet szerzett Jaroslav Hellebranddal, Zdeněk Peckával és Vladek Lacinával. Négy év múlva a moszkvai olimpián Peckával kétpárevezősben lett bronzérmes. 1975-ben és 1977-ben négypárevezős két világbajnoki ezüstérmet nyert.

## Sikerei, díjai
- Olimpiai játékok
  - bronzérmes: 1976, Montréal (négypárevezős), 1980, Moszkva (kétpárevezős)
- Világbajnokság – négypárevezős
  - ezüstérmes: 1975, 1977